# Packard Executive
Der Packard Executive war das letzte in Detroit entwickelte und gebaute Pkw-Modell der Packard-Clipper Division des US-amerikanischen Automobilherstellers Studebaker-Packard, das 1956 vorgestellt wurde. Die im April 1956 eingeführten Fahrzeuge sollten oberhalb der Clipper-Automobile, die nicht unter der Marke Packard verkauft wurden, angesiedelt sein und die größte Modellreihe darstellen.
Aufgrund der begrenzten finanziellen Möglichkeiten entstand der Executive aus der Kombination von Fahrgestell und Rücklichtern des Clipper mit der Frontansicht der großen Packardmodelle. Obwohl das Resultat den Namen Packard trägt, gehört es nicht zur großen Baureihe. Der Radstand des Fahrzeuges beträgt 3099 mm (122 Zoll) und sein V8-Motor hat einen Hubraum von 5.768 cm³ und entwickelt 202 kW (275 bhp).
Von außen unterscheidet sich der Executive auch durch seine Zweifarbenlackierung vom Clipper. Es gibt zwei gerade parallele Chromstreifen entlang der gesamten Fahrzeugseite, wobei der obere dem des Clipper entspricht. Die Fläche zwischen beiden Streifen und das Dach sind in einer Alternativ-Farbe lackiert. Rückansicht einschließlich Rückleuchten und Innenraum entsprechen bis auf die Embleme dem Clipper. Clipper und Packard haben das gleiche Layout des Armaturenbretts, unterscheiden sich aber in Details – Anzeigen und Schalter vom Clipper, Bezug des Armaturenbretts und Embleme vom Packard.

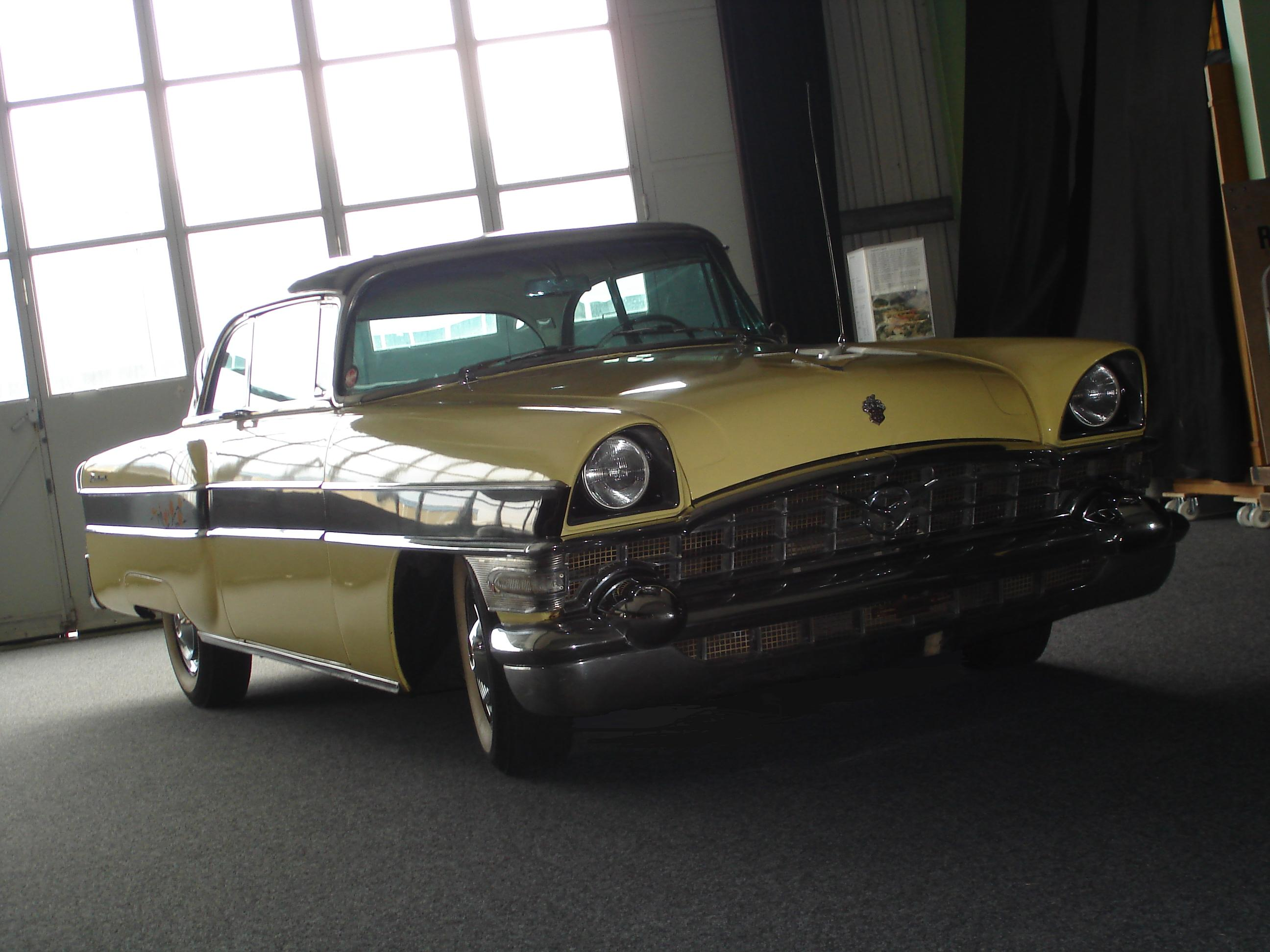
Die Front entspricht jener der größeren Packard Patrician und Four Hundred

Der Executive hat eine eigene Serienbezeichnung, 5670. Es gab ihn als zweitüriges Hardtop-Coupé (Nr. 5677) und viertürigen Touring Sedan (Nr. 5672). Dies war nur wegen der Einführung der separaten Marke Clipper sinnvoll. So wurde der Executive zum Einstiegsmodell für Packard, gedacht – laut Packard-Werbung – für den „jungen Mann auf seinem Weg nach oben“. Natürlich war der Zweck dieses Modells hauptsächlich, den über die Einführung der Marke Clipper verärgerten Händlern eine Alternative von Packard zu bieten. Packards schwindende Marktanteile und der schlechte finanzielle Zustand der Firma machten den Executive allerdings weniger attraktiv.
Für ein Mitglied des Managements wurde ein Executive Hardtop, lackiert in Jamaican Yellow/Corsican Black, mit dem 6138-cm³-(374 c.i.)-V8 des Caribbean (Rochester 4x2-Vergaseranlage, 314 SAE-PS, 231 kW) und manuellem Dreiganggetriebe ausgeliefert. Das dürfte der schnellste Packard dieses Jahrgangs gewesen sein.
Der Executive war das einzige Modell, das Packard während des laufenden Modelljahres einführte. Nur 2815 Exemplare entstanden in dem so verkürzten Modelljahr, das eigentlich nur drei Monate dauerte. 1031 davon waren Hardtop-Coupés. Als der Executive erschien, wurde der Clipper Custom (Nr. 5660) eingestellt.
Als Studebaker-Packard das Packard-Werk in Detroit im Sommer 1956 schloss, stellte die Firma sämtliche Packard-Modelle ein. Als die Produktion im Herbst 1956 in South Bend für das Modelljahr 1957 wieder anlief, wurde der vom Studebaker President abgeleitete Packard Clipper genannt.

## Technische Daten
- 5677 Hardtop, zweitürig; US$ 3560[1]

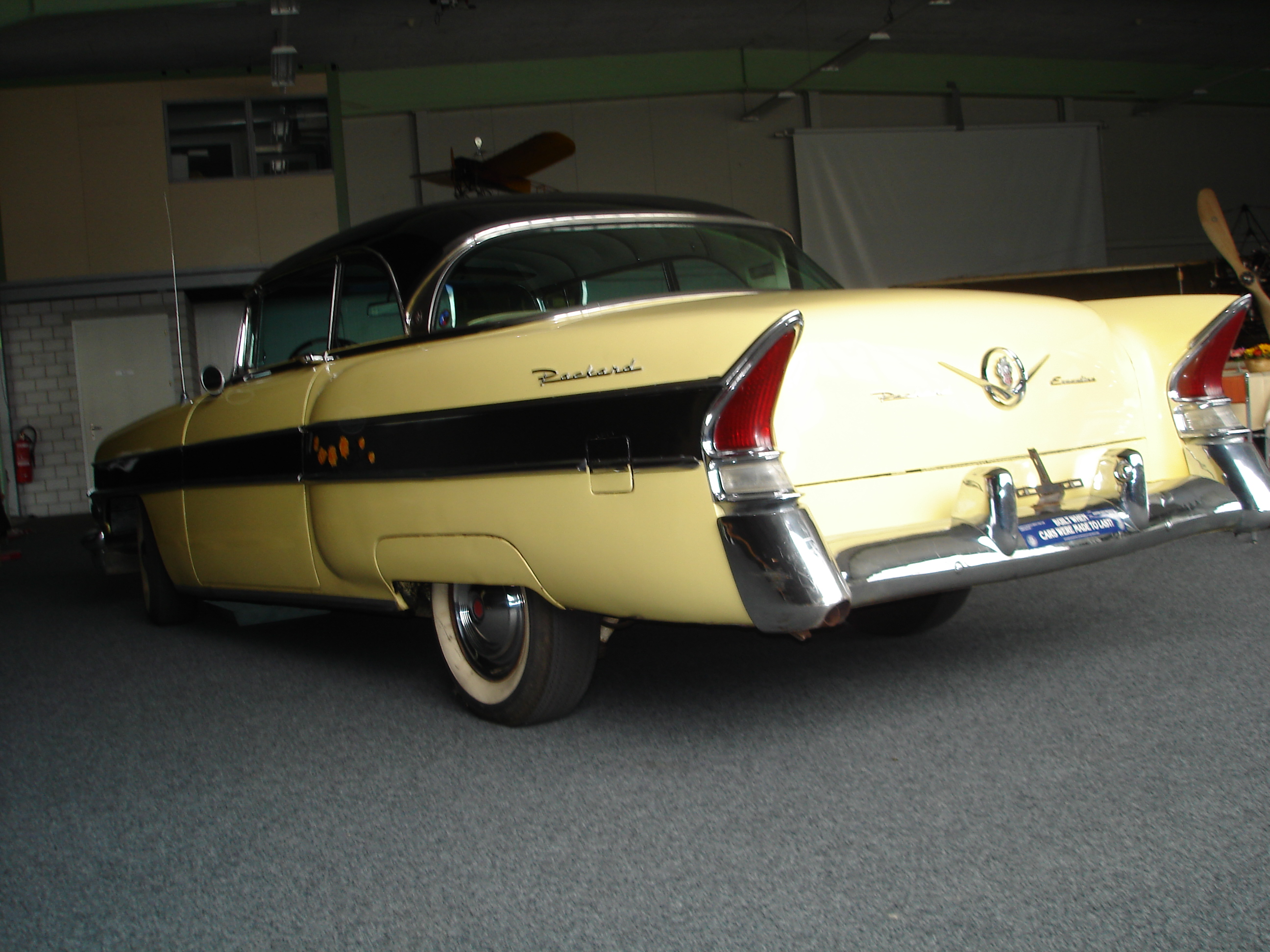
Die Flanke ist eigenständig

- 5672 Touring Sedan, viertürig: US$ 3465[1]

### Motor
29,37 Steuer-PS (CH), 8 Zylinder in V (90°), Bohrung × Hub 101,6 × 88,9 mm (6.200 × 5.425 in), 5773 cm³ (352 c.i.), Kompression 9,5 : 1, hängende Ventile, kettengetriebene zentrale Nockenwelle, mit Stößeln, Stoßstangen und Kipphebeln, Ölfilter im Nebenschluss, Ölinhalt 4,7 Liter, 1 Vierfach-Fallstromvergaser Rochester 4GC, Doppelauspuffanlage, mechanische Benzinpumpe, Ölbad-Luftfilter, Zündkerzen Champion H 10, elektrische Anlage Auto-Lite 12V (negativ), Dynamo 430 W, Batterie 60 Ah, Wasserkühlung (Pumpe, Thermostat, geschlossener Kreislauf), Kühlerinhalt 25 Liter

### Getriebe

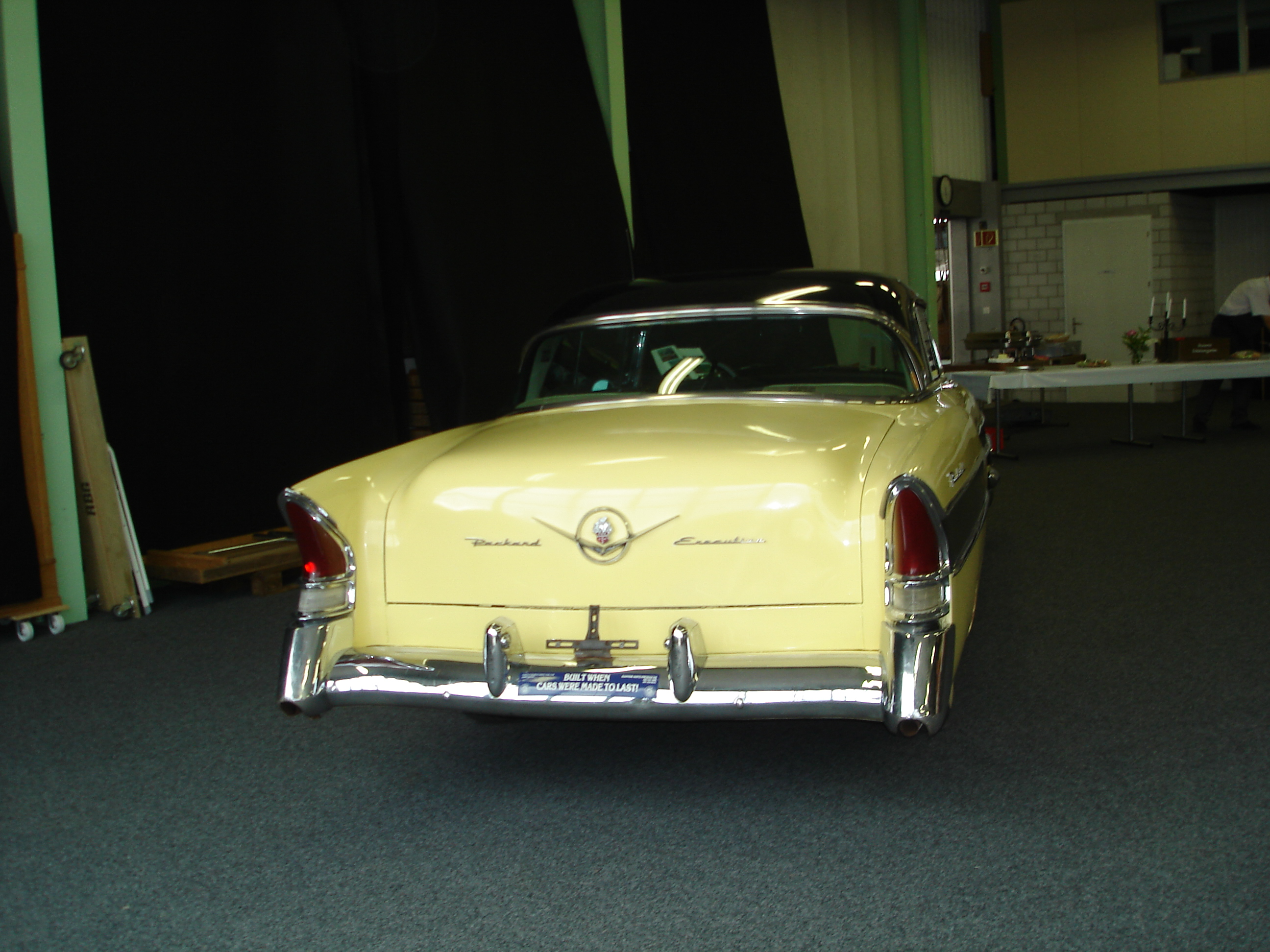
Das Heck entspricht bis auf Logo und Schriftzüge jenem des Clipper. Die Schriftzüge des Executive sind verchromt, jene der anderen Packard vergoldet.

Manuell zu schaltendes Dreigang-Schaltgetriebe mit Schalthebel-Armaturenbrett; optional Warner-Overdrive zum 3. Gang
Packard Twin Ultramatic (optional): Hydraulischer Drehmomentwandler und 2-Gang-Planetengetriebe, zusätzliche Reibungskupplung für Direktgang, Push-Button Selector (optional, US$ 52) mit Positionen N-L-H-P-R-D. Untersetzung 2,41 : 1

### Fahrgestell mitTorsion Level Ride
Torsion Level Ride war technisch gesehen eine Option, es sind jedoch keine Executive mit konventioneller Federung bekannt. Packard stellte im Verlauf des Modelljahres den Einbau solcher Aufhängungen ein.
Kastenrahmen mit Kreuztraverse, vorne Einzelradaufhängung mit je zwei ungleich langen Dreiecksquerlenkern, hinten Starrachse mit Schräglenkern, Verbindung der vorderen und hinteren Aufhängungselemente durch Längstorsionsstäbe, zusätzliche regelbare Torsionsfederung auf Hinterachse mit elektro-motorischer Steuerung, vorne und hinten Kurvenstabilisator, vorne und hinten hydraulische Teleskopstoßdämpfer, gesamte Länge der Drehstäbe 7,925 m (26 ft.); Reifen 7.60-15

### Lenkung

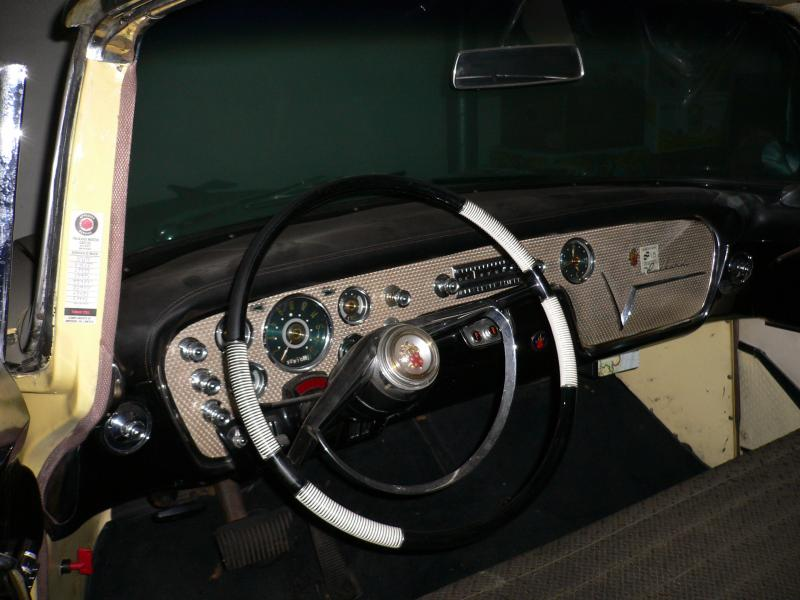
Dieser Executive hat das gepolsterte Armaturenbrett, Drucktastenbedienung für das Automatikgetriebe und das Wonderbar-Radio mit automatischem Sendersuchlauf.

Standard Gemmer mit Schnecke und Rolle, optional Monroe- oder Auto-Lite-Servolenkung

### Bremsen
Hydraulisch betätigte Betriebsbremse; optional Bendix TreadleVac-Vakuumbremshilfe. Vier Trommelbremsen, Gesamtbremsfläche 1237 cm²; Handbremse mechanisch auf Hinterräder wirkend.

### Hinterachsübersetzungen
- Standard 3,90:1[2]
- USA, Performance 3,07:1[3]
- USA, optional, Economy 2,87:1[3]
- Twin Ultramatic 3,23:1[2]
- Overdrive 3,90:1[2]

### Dimensionen
|                | mm   | Zoll  |
| -------------- | ---- | ----- |
| Länge          | 5460 | 215,2 |
| Breite         | 1981 | 78,0  |
| Höhe (Sedan)   | 1579 | 62,0  |
| Höhe (Hardtop) | 1567 | 61,7  |
| Radstand       | 3099 | 122,0 |
| Spur vorn      | 1516 | 59,7  |
| Spur hinten    | 1524 | 60,0  |

- Tankinhalt: 76 Liter[2] (20 Gallonen[3])

### Grundausstattung
352 ci-V8-Motor, Twin Ultramatic ($ 199 in allen Clipper), Torsion Level Ride (bis 1. Mai optional $ 150), „Easamatic“-Servobremsen, verstellbarer, blendfreier Innenspiegel, gepolstertes Armaturenbrett, Tacho mit Meilenzähler, el. Uhr, Convenience Group (2 Rückfahrlichter, Kofferraumbeleuchtung mit Ausziehkabel, Scheibendusche TRICO "Mag-Nu-Matic"), Luftfilter (Ölbad), Ölfilter, Doppelauspuffanlage, Deluxe-Kühlerfigur „Kormoran“, Voll-Radkappen verchromt, Radabdeckung hinten (fender skirts), Bremsleuchte (nur in Verbindung mit „Push Button Selector“; im Gehäuse des Wahlhebel-Quadranten auf der Lenksäule), 4 Aschenbecher (je 2 vorn und hinten), abschließbares, beleuchtetes Handschuhfach.

### Sonderausstattung
- Servolenkung, US$ 115
- Twin Traction Sperrdifferential[3]

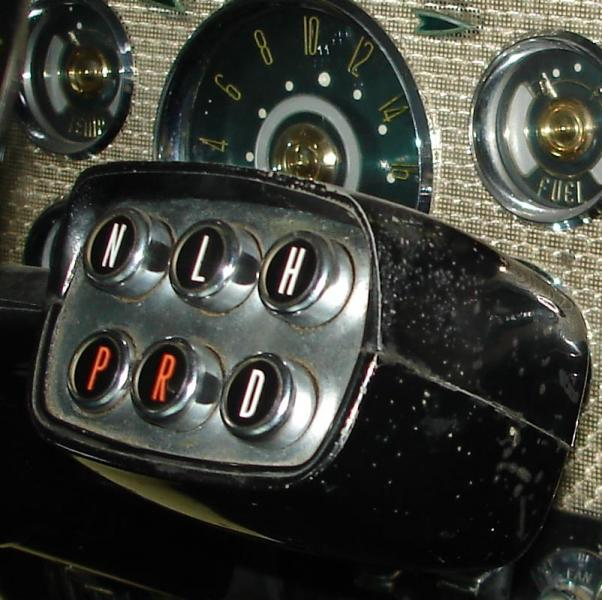
Push Button Selector; Drucktastenbedienung für das Automatikgetriebe. Über die Tasten werden elektrische Stellmotoren am Getriebe angesteuert.

- Push Button Selector (el. Bedienung der Automatik auf Knopfdruck; Konsole an der Lenksäule), US$ 52
- Zentralverriegelung (viertürige Limousine, nur mit elektrischen Fensterhebern)
- el. Fensterheber, US$ 70
- el. 4-fach-Sitzbankverstellung US$ 70
- Solex (getönte Scheiben)
- Solex (getönte Scheiben); Frontscheibe mit Verlauf, US$ 46,20
- Radio mit manueller Antenne, US$ 103
- Radio mit el. Antenne
- Wonderbar-Radio mit automatischem Sendersuchlauf und el. Antenne
- Zusatzlautsprecher in Hutablage
- Wonderbar-Radio mit automatischem Sendersuchlauf, Zusatzlautsprecher und zwei el. Antennen auf Kotflügel hinten, US$ 135
- Heizung / Defroster
- Klimaanlage mit Heizung / Defroster, $ 647
- Gebläse für Heckscheibe
- Zusatzheizung unter vorderer Sitzbank (nur mit Klimaanlage), US$ 46
- Beleuchteter Make-up-Spiegel
- Getränkehalter
- Abschließbare Tankklappe
- verchromte Zylinderkopfabdeckungen
- Zweifarbenlackierung

Der Push Button Selector und das Wonderbar-Radio mit automatischem Sendersuchlauf wurden von ACDelco für Packard gebaut. Letzteres wurde später auch von anderen Herstellern verwendet.

### Sonderausstattung, Installation durch Vertragshändler
Gemäß Packard Accessory Booklet lieferte und montierte die Vertragswerkstatt auch außergewöhnliches und teils sehr modern wirkendes Zubehör:
- Weißwandreifen, US$ 33 im Tausch gegen Originalbereifung
- Nebellampen
- Speichenradkappen
- Suchscheinwerfer mit Außenspiegel, US$ 28,50
- Lustre Seal (Lackversiegelung)
- Traffic light viewfinder; optisches Gerät zum Erkennen hoch hängender Ampeln
- Nummernschildrahmen, Chrom
- Türkantenschutz, Chrom
- Regenrinnen Chromstahl (nur Touring Sedan)
- Curb feelers (Randsteinfühler)
- Haustier-Schonbezüge zum Anclippen
- Luftmatratze
- Blinddeckel für Radio-Öffnung

### Marktposition
Obere Mittelklasse; Konkurrenzmodell zu Oldsmobile 98, Buick Century / Roadmaster und Chrysler New Yorker.

### Produktionszahlen
- 1031 Executive 2dr Hardtop[4]
- 1784 Executive 4dr Sedan[4]